# 1235
Cette page concerne l'année 1235  du calendrier julien. Pour l'année 1235 av. J.-C., voir 1235 av. J.-C.
L'année 1235 est une année commune qui commence un lundi.

## Événements

### Afrique
- En Afrique occidentale, Soundjata Keïta écrase à Kirina l'armée de Soumaoro Kanté, un chef de clan qui avait unifié le Sosso à son profit, et unifie toute la savane entre Niger et Sénégal, annexant le Sosso, le Ouagadou, et le Ména[1].

- Fondation du royaume des Abdalwadides à Tlemcen au Maghreb (fin en 1554). Le Banu Zayyan Yaghmorasan Ben Abd el-Ouad devient gouverneur de Tlemcen, en Algérie (fin en 1283)[2].
- Les Hafsides annexent Alger[3].

### Asie
- Les Mongols fortifient leur capitale Karakorum. Ögödei y convoque un quriltay qui décide de lancer une offensive dans quatre directions : Europe, Moyen-Orient, Corée et Chine des Song. 
  - Le Quriltay établit un nouveau système de paiement du tribut en Mongolie et dans les oulous annexes. Un pour-cent de chaque troupeau privé et 10 % des produits doivent être remis à la dynastie. Les seigneurs locaux doivent maintenir les relais. Le système du païdzè se répand : ce sont des ordres gravés dans l’or, l’argent, le bronze ou le bois, qui assurent à leurs porteurs, agents du khan, un grand pouvoir aux relais et dans l’empire mongol. Les pasteurs doivent le ravitailler[4].
- Sac d'Ujjain en Inde et destruction du temple de Mahakaleshwar par Îltutmish. Le royaume hindou du Mâlwa passe aux mains des musulmans[5].

- À la mort de Tchingtemur, commandant militaire du Khorasan, Ögödei nomme à la place un gouverneur civil, l’Ouïgour Körguz qui redresse le Khorasan presque totalement dépeuplé par les massacres de son prédécesseur (fin en 1242). Il défend le massacre de la population iranienne, la mise à sac des villes, la rentrée des livraisons au-dessus des tributs établis, et repeuple les villes en voie de dépeuplement comme Herat. Il contraint les seigneurs mongols à envoyer la majeure partie des tributs à la cour du grand khan. À la suite de son activité, la région commence à se consolider et son économie prend un nouvel essor[6].

### Europe
- 16 janvier : mariage du duc de Bretagne Jean Ier le Roux avec Blanche de Champagne, fille du comte de Champagne Thibaut IV le Chansonnier.
- Printemps : 
  - Prise de Gallipoli par Jean III, empereur de Nicée qui allié aux Bulgares de Ivan Asen II, réussit à reconquérir la Thrace et la Macédoine. À Gallipoli, le futur empereur Théodore II Lascaris épouse Hélène, la fille de Ivan Asen[7].
  - Concile byzantino-bulgare de Kallipolis[8] (ou de Lampsaque). Tarnovo, capitale de l’Empire Bulgare, devient le siège de l’Église Bulgare autonome.
- 27 mars : Robert Grosseteste est élu évêque de Lincoln (consacré le 17 juin)[9].
- 27 mai : canonisation de sainte Élisabeth de Hongrie.
- Été : les Grecs de Nicée et les Bulgares commencent le siège de la ville de Constantinople. Jean de Brienne les repousse avec l’appui d’une escadre vénitienne, qui détruit la flotte de Jean Vatatzès. Le siège est remis devant la ville durant l'hiver mais est de nouveau levé par les Latins en 1236[10].
- 2 juillet : Frédéric II réprime la rébellion de son fils Henri, roi des Romains. Il le fait prisonnier et lui substitue son autre fils Conrad en 1237. Ce dernier assure la régence de l’Allemagne sous la tutelle de Siegfried III von Eppstein, archevêque de Mayence.
- 8 août : Jacques Ier le Conquérant prend Ibiza[11].
- 15 août :  lors de la diète de Mayence, l’empereur Frédéric II prononce la déchéance de son fils Henri VII et promulgue un édit de paix perpétuelle (Landfriedensgesetz) rédigé en latin et en moyen-haut allemand qui confirme les concessions accordées aux princes[12].
- 17 août : la cathédrale de Lausanne subit un important incendie dans la nuit, qui se propage le 18 à toute la ville[13], tuant plus de 80 personnes et occasionnant des dégâts considérables.
- 21 août : le duché de Brunswick devient fief immédiat d’Empire[14].
- 14 octobre[15] : couronnement Béla IV, roi de Hongrie (règne jusqu'en 1270).
- 6 novembre[16] : les dominicains sont expulsés de Toulouse[17].

- Le roi Béla IV de Hongrie, alerté par l’invasion de la Russie par les Tartares, dépêche plusieurs moines dominicains chargés de rechercher des Hongrois qui étaient restés « dans la patrie des ancêtres » lors de la migration de 895. Les dominicains les recherchent d’abord sans succès au Nord du Caucase, puis après la mort de son compagnon le moine Julianus finit par les retrouver au nord, vers la Bachkirie. Il nomme leur pays « Magna Hungaria » et le situe à proximité du fleuve Etil (Volga) et d’une ville turco-bulgare. Lors d’un second voyage en 1237, Julianus rapporte des informations sur les Mongols qui vont envahir la région du Danube et la Hongrie en 1241-1242[18].
- Appels de Grégoire IX à la croisade pour défendre l’Empire latin (1235 et 1237), qui restent pratiquement sans effets[19].
- Jeanne de Flandres confirme la Charte de commune de Lille[20]. Le pouvoir comtal en Flandre, affaibli, multiplie les concessions aux cités flamandes, riches, courtisées par les rois et les princes et de plus en plus puissantes.

- En Flandre, à la table ronde de Hesdin, règlementation des tournois[21].
- Jean Bonaventure fréquente l’université de Paris où il étudie sous la férule d’Alexandre de Hales[22].